# Diócesis de Vigevano
La diócesis de Vigevano (en latín: Dioecesis Viglevanensis y en italiano: Diocesi di Vigevano) es una circunscripción eclesiástica de la Iglesia católica en Italia. Se trata de una diócesis latina, sufragánea de la arquidiócesis de Milán. Desde el 20 de julio de 2013 su obispo es Maurizio Gervasoni.

## Territorio y organización

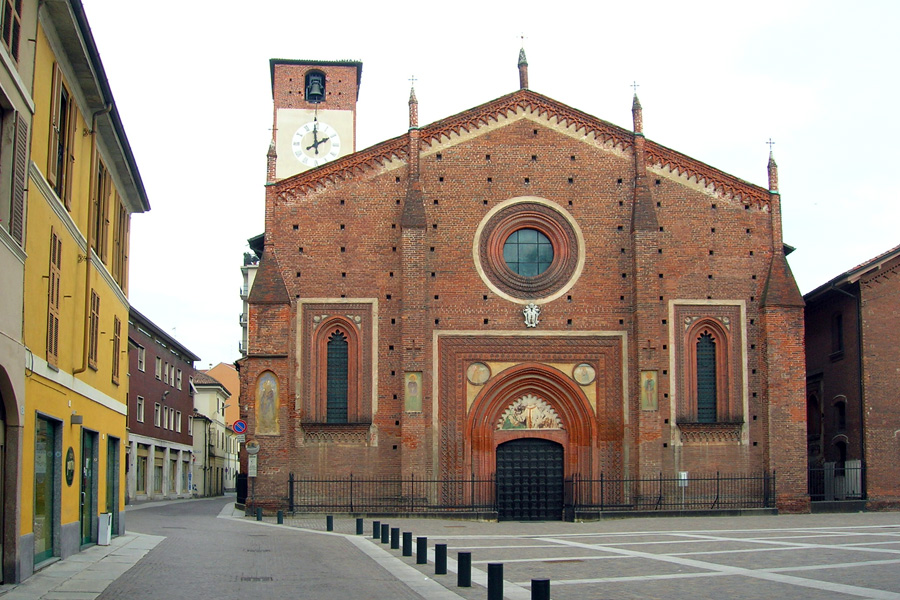
Basílica de San Lorenzo, en Mortara

La diócesis tiene 1509 km² y extiende su jurisdicción sobre los fieles católicos de rito latino residentes en parte de la provincia de Pavía en la región de Lombardía, comprendiendo las comunas de: Rosasco (un enclave en la arquidiócesis de Vercelli), Cassolnovo, Gravellona Lomellina, Vigevano, Cilavegna, Parona, Albonese, Nicorvo, Ceretto Lomellina, Sant'Angelo Lomellina, Castello d'Agogna, Mortara, Gambolò, Borgo San Siro, Zerbolò, Gropello Cairoli, Garlasco, Tromello, Cergnago, Olevano di Lomellina, Zeme, Valle Lomellina, Breme, Velezzo Lomellina, San Giorgio di Lomellina, Semiana, Ottobiano, Valeggio, Alagna, Scaldasole, Dorno, Villanova d'Ardenghi, Carbonara al Ticino, San Martino Siccomario, Travacò Siccomario, Cava Manara, Sommo, Zinasco, Mezzana Rabattone, Pieve Albignola, Sannazzaro de' Burgondi, Mezzana Bigli, Ferrera Erbognone, Galliavola, Lomello, Villa Biscossi, Mede, Gambarana, Suardi, Frascarolo, Torre Beretti e Castellaro y Sartirana Lomellina.

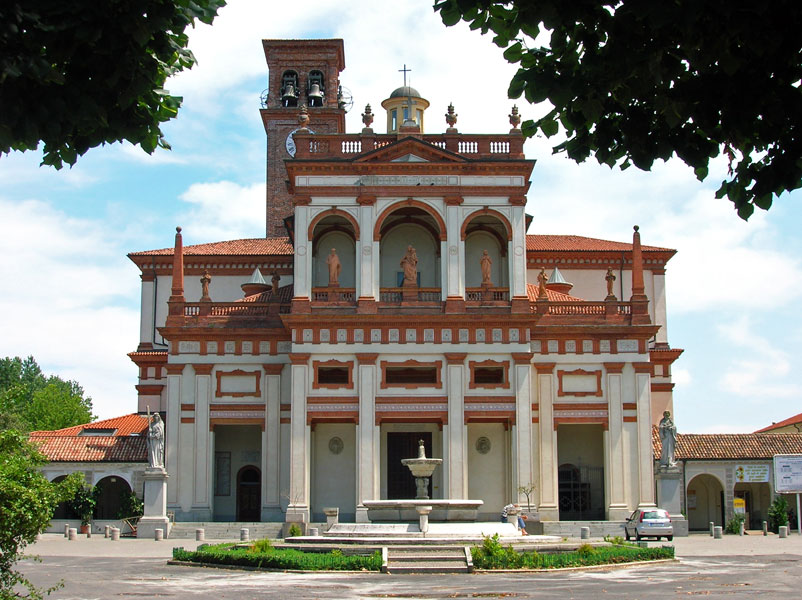
Santuario de la Virgen de la Bozzola, en Garlasco

La sede de la diócesis se encuentra en la ciudad de Vigevano, en donde se halla la Catedral de San Ambrosio. En Mortara se encuentra la basílica de San Lorenzo. Entre los numerosos santuarios presentes en la diócesis, destacan: el santuario de la Virgen de la Bozzola, en Garlasco, copatrona de la diócesis; el santuario de la Virgen de Pompeya, en Vigevano, reconocido como santuario diocesano de la familia; y el santuario del Sagrado Corazón de los Sacramentinos, en Vigevano, reconocido como santuario diocesano de la Eucaristía.
En 2022 en la diócesis existían 87 parroquias agrupadas en 5 vicariatos:
- Urbano (17 parroquias);
- Cava Manara (16 parroquias);
- Garlasco (12 parroquias);
- Mede (23 parroquias);
- Mortara e Cassolnovo (23 parroquias).

## Historia
La diócesis fue erigida por el papa Clemente VII el 16 de marzo de 1530 mediante la bula Pro excellenti, derivando el territorio de las diócesis de Novara y Pavía. Originalmente incluía sólo tres parroquias (Vigevano, Mortara y Gambolò ) y era sufragánea de la arquidiócesis de Milán. La diócesis se amplió en 1532 con la erección de otras dos parroquias en la ciudad, y en 1535 con la anexión de la abadía de Santa María de Acqualunga, anteriormente perteneciente a la diócesis de Pavía. La erección de una diócesis había sido solicitada por el duque de Milán Francisco II Sforza para "ennoblecer" Vigevano, que se había convertido en una de las sedes de la corte desde finales del siglo XV; con la misma bula de erección los Sforza obtuvieron también el patrocinio de la diócesis.
El primer obispo fue Galeazzo Pietra, que hizo su entrada solemne el 6 de diciembre de 1530 y que pronto estableció el capítulo de canónigos de la catedral. Su sucesor y sobrino, Maurizio Pietra, respetando las decisiones del Concilio de Trento, convocó el primer sínodo diocesano en 1572 y erigió el seminario episcopal el 1 de enero de 1566, refundado por Pier Marino Sormani en 1695.
En el siglo XVII la diócesis estaba gobernada por una serie de obispos de origen español: la bula de erección reconocía expresamente el derecho de patrocinio de los duques de Milán, entonces reyes de España. Algunos de ellos estuvieron ausentes de la vida de la diócesis; otros, en cambio, destacaron por su seriedad en la pastoral. De particular importancia en la vida cultural de Europa en ese momento fue el obispo Juan Caramuel y Lobkowitz, un acalorado polemista y feroz antijansenista.
El paso de Vigevano primero a Austria y luego al Reino de Saboya determinó también la elección de los obispos. En la primera mitad del siglo XVIII, la diócesis estuvo gobernada por los obispos milaneses Pier Marino Sormani (1688-1702), Gerolamo Archinto (1703-1710), Giorgio Cattaneo (1712-1730) y Carlo Bossi (1731-1753), quienes Fueron seguidos por los obispos de origen piamontés, comenzando por Francesco Agostino Dalla Chiesa en 1755.
En la época napoleónica fue elegido obispo Nicola Saverio Gamboni, pero nunca fue confirmado por la Santa Sede.
El 17 de julio de 1817 la diócesis de Vercelli fue elevada al rango de arquidiócesis metropolitana mediante la bula Beati Petri del papa Pío VII; en esta ocasión Vigevano se amplió con 5 parroquias, Gravellona, Casolo Vecchio, Casolo Nuovo, Vignarello y Villanova, cedidas por la diócesis de Novara. El 26 de septiembre del mismo año, con el breve Cum per nostras litteras, Vigevano se convirtió en sufragánea de Vercelli. Al mismo tiempo, se amplió aún más con las parroquias de la diócesis de Pavía a la derecha del río Tesino, y que se encontraban en el Reino de Saboya. De hecho, estas decisiones estuvieron determinadas por la nueva estructura política de la región después de la restauración y por la nueva frontera entre el Reino lombardo-veneciano y el Reino de Cerdeña que discurría a lo largo del río Ticino.
El primer obispo después de la Unificación de Italia fue Giovanni Francesco Toppia (1818-1828), que trabajó para revitalizar la vida diocesana tras los daños causados por la ocupación francesa; restableció las visitas pastorales, convocó un sínodo, prestó especial atención a la formación de los sacerdotes en el seminario y refundó las hermandades y asociaciones piadosas suprimidas durante el régimen napoleónico.
En 1829 la diócesis cedió la parroquia de Gravellona Lomellina a la diócesis de Novara, a la que ya había pertenecido Gravellona hasta 1817, recibiendo a cambio la parroquia de Sozzago.
La segunda parte del siglo XIX está marcada por el episcopado de Pietro Giuseppe de Gaudenzi (1871-1891), uno de los más significativos del siglo: difundió la devoción al Sagrado Corazón, se comprometió con la formación cultural y pastoral de su diócesis con la publicación de 155 cartas pastorales, convocó tres sínodos diocesanos, promovió actividades católicas en el ámbito asistencial, fundó comités parroquiales y sociedades de ayuda mutua, difundió la Prensa católica y fundó el semanario diocesano L'opportuno, que cambió su nombre por el de L'Araldo lomellino en 1900.
El 25 de abril de 1939, con la carta apostólica Viglevanensium Episcopus, el papa Pío XII proclamó a san Carlos Borromeo y a san Ambrosio como principales patronos de la diócesis.
El 17 de julio de 1974, con el decreto Concilii Oecumenici de la Congregación para los Obispos, volvió a formar parte de la provincia eclesiástica de la arquidiócesis de Milán y de la conferencia episcopal lombarda, dejando la de Piamonte.
En abril de 2007 la diócesis recibió la visita pastoral del papa Benedicto XVI.
El 26 de junio de 2016, mediante el decreto Quo aptius de la Congregación para los Obispos, cedió la parroquia de Sozzago a la diócesis de Novara, recibiendo a cambio la parroquia de Gravellona Lomellina, restableciendo así las fronteras anteriores a 1829. El 8 de diciembre de 2023, por decreto del Dicasterio para los Obispos, adquirió 4 parroquias de la diócesis de Tortona.

## Estadísticas
Según el Anuario Pontificio 2023 la diócesis tenía a fines de 2022 un total de 178 650 fieles bautizados.
| Año                                                                             | Población            | Población | Población      | Sacerdotes | Sacerdotes    | Sacerdotes    | Bautizados por sacerdote | Diáconos permanentes | Religiosos | Religiosos | Parroquias |
| Año                                                                             | Bautizados católicos | Total     | % de católicos | Total      | Clero secular | Clero regular | Bautizados por sacerdote | Diáconos permanentes | Varones    | Mujeres    | Parroquias |
| ------------------------------------------------------------------------------- | -------------------- | --------- | -------------- | ---------- | ------------- | ------------- | ------------------------ | -------------------- | ---------- | ---------- | ---------- |
| 1950                                                                            | 182 000              | 183 000   | 99.5           | 30         | 15            | 15            | 6066                     |                      | 20         | 200        | 200        |
| 1969                                                                            | 186 220              | 186 389   | 99.9           | 185        | 162           | 23            | 1006                     |                      | 31         | 486        | 81         |
| 1980                                                                            | 183 678              | 183 871   | 99.9           | 163        | 142           | 21            | 1126                     |                      | 24         | 384        | 94         |
| 1990                                                                            | 176 402              | 176 806   | 99.8           | 146        | 126           | 20            | 1208                     |                      | 22         | 319        | 87         |
| 1999                                                                            | 174 000              | 176 000   | 98.9           | 127        | 117           | 10            | 1370                     | 3                    | 11         | 253        | 87         |
| 2000                                                                            | 174 000              | 176 000   | 98.9           | 131        | 120           | 11            | 1328                     | 8                    | 12         | 248        | 87         |
| 2001                                                                            | 174 000              | 175 900   | 98.9           | 130        | 119           | 11            | 1338                     | 8                    | 12         | 225        | 87         |
| 2002                                                                            | 174 200              | 177 477   | 98.2           | 124        | 116           | 8             | 1404                     | 8                    | 9          | 221        | 87         |
| 2003                                                                            | 173 600              | 176 855   | 98.2           | 123        | 113           | 10            | 1411                     | 8                    | 11         | 216        | 87         |
| 2004                                                                            | 173 055              | 175 950   | 98.4           | 122        | 111           | 11            | 1418                     | 8                    | 12         | 213        | 87         |
| 2010                                                                            | 179                  | 188 900   | 94.9           | 114        | 103           | 11            | 1571                     | 10                   | 12         | 157        | 87         |
| 2014                                                                            | 183 400              | 193 000   | 95.0           | 109        | 98            | 11            | 1682                     | 13                   | 12         | 155        | 87         |
| 2017                                                                            | 182 200              | 191 800   | 95.0           | 106        | 97            | 9             | 1718                     | 14                   | 9          | 135        | 87         |
| 2020                                                                            | 181 000              | 189 800   | 95.4           | 103        | 92            | 11            | 1757                     | 13                   | 12         | 119        | 87         |
| 2022                                                                            | 178 650              | 187 330   | 95.4           | 96         | 88            | 8             | 1860                     | 13                   | 10         | 112        | 87         |
| Fuente: Catholic-Hierarchy, que a su vez toma los datos del Anuario Pontificio. |                      |           |                |            |               |               |                          |                      |            |            |            |

## Episcopologio
- Galeazzo Pietra † (24 de mayo de 1530-27 de octubre de 1552 falleció)
- Maurizio Pietra † (27 de octubre de 1552 por sucesión-20 de mayo de 1576 falleció)
- Alessandro Casale † (1 de julio de 1577-16 de febrero de 1582 falleció)
- Bernardino Bricennio (Brisseno) † (5 de noviembre de 1582-10 de agosto de 1588 falleció)
- Pietro Fauno † (12 de junio de 1589-9 de septiembre de 1592 falleció)
- Marsilio Landriani † (10 de noviembre de 1593-27 de agosto de 1609 falleció)[nota 2]
- Giorgio Odescalchi † (26 de mayo de 1610-7 de mayo de 1620 falleció)
- Francisco Romero, O.Carm. † (11 de enero de 1621-16 de julio de 1635 falleció)
  - Sede vacante (1635-1648)
- Juan Gutiérrez † (18 de mayo de 1648-20 de marzo de 1649 falleció)
  - Sede vacante (1649-1654)
- Gabriel Adarzo de Santander, O. de M. † (9 de marzo de 1654-24 de septiembre de 1657 nombrado arzobispo de Otranto)
- Attilio Pietrasanta, O.Cist. † (28 de julio de 1659-23 de noviembre de 1666 falleció)
- Gerolamo Visconti † (3 de octubre de 1667-26 de octubre de 1670 falleció)
- Giovanni Rasini † (1 de julio de 1671-18 de noviembre de 1672 falleció)
- Juan Caramuel y Lobkowitz, O.Cist. † (25 de septiembre de 1673-7 de septiembre de 1682 falleció)
- Ferdinando de Roxas † (20 de diciembre de 1683-30 de diciembre de 1685 falleció)
- Pier Marino Sormani, O.F.M. † (11 de octubre de 1688-12 de agosto de 1702 falleció)
- Gerolamo Archinto † (5 de marzo de 1703-22 de octubre de 1710 falleció)
- Giorgio Cattaneo † (2 de marzo de 1712-7 de noviembre de 1730 falleció)
- Carlo Bossi † (18 de junio de 1731-7 de octubre de 1753 falleció)
- Francesco Agostino Dalla Chiesa † (17 de febrero de 1755-11 de agosto de 1755 falleció)
- Giuseppe Maria Scarampi † (18 de julio de 1757-18 de febrero de 1801 falleció)
  - Sede vacante (1801-1807)
  - Nicola Saverio Gamboni † (18 de septiembre de 1803-11 de enero de 1807 nombrado patriarca de Venecia) (ilegítimo)
- Francesco Milesi † (18 de septiembre de 1807-23 de septiembre de 1816 nombrado patriarca de Venecia)
- Giovanni Francesco Toppia † (25 de mayo de 1818-20 de julio de 1828 falleció)
- Giovanni Battista Accusani † (5 de julio de 1830-19 de julio de 1843 falleció)
- Pio Vincenzo Forzani † (25 de enero de 1844-15 de diciembre de 1859 falleció)
  - Sede vacante (1859-1871)
- Pietro Giuseppe de Gaudenzi † (27 de octubre de 1871-15 de octubre de 1891 falleció)
- Giacomo Merizzi † (14 de diciembre de 1891-28 de noviembre de 1898 renunció[nota 3])
- Pietro Berruti † (28 de noviembre de 1898-8 de abril de 1921 falleció)
- Angelo Giacinto Scapardini, O.P. † (27 de agosto de 1921-18 de mayo de 1937 falleció)
- Giovanni Bargiggia † (6 de julio de 1937-11 de abril de 1946 falleció)
- Antonio Picconi † (13 de junio de 1946-21 de abril de 1952 falleció)
- Luigi Barbero † (26 de julio de 1952-1 de abril de 1971 falleció)
- Mario Rossi † (4 de agosto de 1971-19 de agosto de 1988 falleció)
- Giovanni Locatelli † (12 de noviembre de 1988-18 de marzo de 2000 retirado)
- Claudio Baggini † (18 de marzo de 2000-12 de marzo de 2011 retirado)
- Vincenzo Di Mauro (12 de marzo de 2011 por sucesión-21 de julio de 2012 renunció)[nota 4]
- Maurizio Gervasoni, desde el 20 de julio de 2013